# Гайдуков, Николай Михайлович
Никола́й Миха́йлович Гайдуко́в (20 ноября (2 декабря) 1874, Гусь-Хрустальный − 29 ноября 1928, Минск) — советский ботаник-альголог.

## Биография
Николай Гайдуков родился 20 ноября (2 декабря) 1874 года в городе Гусь-Хрустальный.
Успешно окончил Московский университет (1898) и преподавал в высших учебных заведениях Петербурга, Киева, Москвы, Иваново-Вознесенска, Минска.
Работал в Петроградском ботаническом саду, а также на заводах К. Цейса в Йене 1905—1910. Заведующий кафедрой ботаники Белорусского университета (1924—1928).
Основные труды по физиологии и экологии пресноводных водорослей и применению ультрамикроскопа в цитологии растений, а также по семеноведению.
Н. М. Гайдуков — один из авторов Энциклопедического словаря Брокгауза и Ефрона, где занимался статьями, связанными с ботаникой.
Николай Михайлович Гайдуков умер 29 ноября 1928 года в Минске. Похоронен на Военном кладбище.

### Избранная библиография
- Успехи современной микроскопии. Харьков : тип. «Мирный труд», 1910.
- Ультрамикроскопические исследования. Санкт-Петербург : тип. «Печ. труд», 1912. — 136 с., 3 л. ил. : ил.; 24. — (Труды Санкт-Петербургского общества естествоиспытателей. Отделение ботаники/Под ред. В. Комарова; № 1; Т. 43. 3).
- Ботанический анализ русских жмыхов. Петроград : тип. С. Л. Кинда, 1914. — 32 с. : табл.; 23. — (Записки Станции для испытания семян при Императорском Ботаническом саде Петра Великого / Под ред. Ст. Б. Л. Исаченко. Сообщение; № 74; Т. 2, вып. 4).
- Как определить качество жмыхов. Петроград : тип. «Рассвет», 1914.
- О филогенетической системе скрыто-семенных в связи с серодиагностикой, компликациями и конвергенциями. — Записки Белорусского государственного института сельского и лесного хозяйства в память Октябрьской революции. Минск: Институт сельского и лесного хозяйства, 1925. Вып. 8. — С. 67-81
- Исследования по экологии пресноводных водорослей. — Запіскі Беларускага дзяржаўнага ін-та сельскай і лясной гаспадаркі, 1925, № 4.